# Wigwam éditions
 (septembre 2020).
Si vous disposez d'ouvrages ou d'articles de référence ou si vous connaissez des sites web de qualité traitant du thème abordé ici, merci de compléter l'article en donnant les références utiles à sa vérifiabilité et en les liant à la section « Notes et références ».
Pour les articles homonymes, voir Wigwam (homonymie).
Les Éditions Wigwam ont été créées en 1991 par Jacques Josse à Rennes et ont cessé leurs activités à la fin 2010.
Après avoir animé la revue Foldaan (poésie, peinture, chroniques, entretiens…) entre 1980 et 1987, il crée Wigwam où poésie et peinture sont très liées.
Les éditions Wigwam publiaient uniquement des textes courts au tirage limité à 200 exemplaires avec la volonté de soigner l'objet, de lui donner un caractère original en jouant sur la maquette, le format, la couleur, la typographie…
Les publications se répartissaient en trois collections :
- Collection Wigwam (poètes au choix de Jacques Josse)
- Collection Écrits de peintres (plaquette accompagnée d'une œuvre d'art)
- Collection Poésie traduite.

## Quelques auteurs et œuvres édités par Wigwam
- Mathieu Brosseau : « Et même dans la disparition »
- Paol Keineg : « Tohu »
- Jean-Luc Steinmetz : « Sous la pesanteur naturelle »
- Lionel Bourg : « La seule qui ne se soit pas fanée à ma boutonnière »
- Bernard Bretonnière : « cigarette »
- Daniel Biga : « Eloges des joies ordinaires »
- Denis Rigal : « Estran »
- Jean-Pascal Dubost : « L’Ardoise »
- Jean-Louis Aven : « L’Autre côté de l’eau »
- Emmanuelle Le Cam : « Zazen »
- Laurent Grisel : « S’en sauver »
- Françoise Ascal : « L’Arpentée »
- James Sacré : « Sans doute qu’un titre est dans le poème »
- Erwann Rougé : « L’Ecalure »
- Olivier Bourdelier : « Quitte »
- Antoine Emaz : « Sur la fin »
- Nathalie Brillant : « Les Démurs »
- Valérie Rouzeau : « Apothicaria »
- Loïc Herry : « Night and day »
- Jean-Claude Leroy: « Corrige la mort »
- Michel Dugué: « Le paysage »
- Jacques Morin: « Les Caldeiras de la morgue »
- Jean-Luc Steinmetz: « Sous la pesanteur naturelle »
- Anne-Marie Beeckman: « Le Merle gothique »
- Jacques Brémond: « Ce visage »
- Dominique Quélen, « Le temps est un grand maigre »